# Борис Сафонов
Борис Феоктистович Сафонов (рус. Бори́с Феокти́стович Сафо́нов; село Сињавино, Тулска губернија, 26. август 1915 — Баренцово море, 30. мај 1942) био је члан совјетског ратног ваздухопловства, учесник Зимског и Великог отаџбинског рата и двоструки Херој Совјетског Савеза. Први је носилац признања Двоструки херој Совјетског Савеза који је оба признања заслужио у борбама у Другом светском рату. Троструки носилац Ордена црвене заставе. 
Током рата остварио је укупно 234 борбена лета и оборио 25 непријатељских авиона. 
Варошица Сафоново у Мурманској области, где се данас налази војни аеродром руске авијације, добила је име по Борису Сафонову. 